# Tom Schulman
Tom Schulman (* 1951 in Nashville, Tennessee) ist ein oscarprämierter, US-amerikanischer Drehbuchautor, Produzent und Regisseur.

## Leben
Schulman schloss 1972 sein Studium an der Vanderbilt University mit Bachelor of Arts ab. Er lebt heute verheiratet in Kalifornien.

## Karriere
Bereits in den 1980er Jahren begann Schulmans Werdegang als Produzent für das Fernsehen und für den Film.
Große Aufmerksamkeit und der Höhepunkt seiner beruflichen Karriere kam allerdings erst im Jahr 1989, als Schulman das Drehbuch für den Film Der Club der toten Dichter schrieb. Das Drama handelt vom Leben einiger männlicher Schüler an einer Schule mit erzkonservativer Wertetradition. Die Jungs werden aber entgegen den streng disziplinären Grundsätzen der Schule von ihrem Englischlehrer Mr. Keating zu frei denkenden und hinterfragenden Schülern erzogen, getreu nach dem zentralen Lehrsatz des Films: Carpe Diem. 
Tom Schulmans echter Lehrer zu Schülerzeiten diente ihm als Inspirationsquelle, für den durch Robin Williams verkörperten John Keating. Der Film wurde von den Kritikern positiv aufgenommen und für mehrere Oscars, darunter Bester Film, Beste Regie und Bester Hauptdarsteller nominiert. Schulman gewann als einziger der Beteiligten dieser Produktion in der Kategorie für das beste Originaldrehbuch und konnte somit die begehrte Goldstatue mit nach Hause nehmen. Ein Roman, basierend auf dem Film, wurde später von Nancy H. Kleinbaum verfasst.
Im selben Jahr erschienen die Filme Mein Partner mit dem zweiten Blick sowie Liebling, ich habe die Kinder geschrumpft, für welche Schulman die Drehbücher mitverfasste. Wurde Letzterer noch ein voller Erfolg an den Kinokassen, wurde es in den 90er zunehmend stiller um Tom Schulman. 1991 folgte mit Was ist mit Bob? ein letzter nennenswerter Hit bei Zuschauern und Kritikern. 1992 erschien der von Schulman geschriebene Film Medicine Man – Die letzten Tage von Eden, mit Sean Connery in der Hauptrolle. Dennoch konnte dieser von John McTiernan gedrehte Abenteuerfilm die Kritiker nicht überzeugen.
1997 führte Schulman, bei dem von ihm selbst verfassten Drehbuch 8 Heads in a Duffel Bag erstmals Regie. Ein Jahr später folgte die auf Schulmans Drehbuch basierte Komödie Der Guru, mit Eddie Murphy in der Hauptrolle, welcher aber von den Experten ebenfalls kritisiert wurde.
Schulman ging jedoch auch seiner Tätigkeit als Produzent weiter nach und produzierte im Jahr 2000 die Komödie Ich, beide & sie. Im Jahr 2004 war Schulmans bis heute letzte Drehbucharbeit. Das von ihm verfasste Skript Willkommen in Mooseport wurde mit Gene Hackman verfilmt, fand jedoch wie andere Filme unter Schulmans Mitwirkung zuvor, wenig Anklang bei den Kritikern.

## Filmografie (Auswahl)
- 1989: Der Club der toten Dichter (Dead Poets Society)
- 1989: Liebling, ich habe die Kinder geschrumpft (Honey, I Shrunk the Kids)
- 1989: Mein Partner mit dem zweiten Blick (Second Sight)
- 1991: Was ist mit Bob? (What About Bob?)
- 1993: Medicine Man – Die letzten Tage von Eden (Medicine Man)
- 1997: Jäger der verlorenen Schädel (8 Heads in a Duffel Bag)
- 1998: Der Guru (Holy Man)
- 2004: Willkommen in Mooseport (Welcome to Mooseport)